# Contactmusic.com
Contactmusic.com — онлайн-журнал, базирующийся в Лидсе, Уэст-Йоркшир, Англия. На нём публикуются обзоры, интервью и подробные эссе о большинстве культурных продуктов и проявлений в таких областях, как музыка, телевидение, кино и театр.
Сайт был создан в апреле 2000 года командой журналистов, пишущих о музыке и развлечениях. С тех пор он расширился до более чем пятидесяти штатных и внештатных авторов, расположенных по всему миру, на разных континентах и в разных странах. Среди сотрудников сайта есть авторы с разным образованием — от учёных и профессиональных журналистов до профессионалов и начинающих авторов.
На сайт Contactmusic.com ссылались в качестве источника BBC Radio, The Express Tribune, Vogue, а также он котируется агрегатором рецензий Rotten Tomatoes.